# (73465) Buonanno
(73465) Buonanno (2002 NP55) – planetoida z grupy pasa głównego asteroid okrążająca Słońce w ciągu 4,56 lat w średniej odległości 2,75 j.a. Odkryta 10 lipca 2002 roku.